# 葉里溫車站
葉里溫車站是亞美尼亞首都葉里溫的主要火車站。葉里溫的首條鐵路開業於1902年，連接久姆里和喬治亞首都提比里斯。1908年修建了第二條鐵路。現在的車站修建於1956年。2009年，車站內開設了鐵路博物館。2010年，俄羅斯鐵路對車站內部進行了大規模整修。